# Pepa Caballero
Pepa Caballero (Granada, 17 de diciembre de 1943 - Málaga, 2012), nacida Josefa Caballero Castro, fue una pintora española de arte abstracto. Fue la única mujer miembro del Colectivo Palmo de Málaga, del que fue cofundadora, un grupo cuyo lenguaje vanguardista se alejaba de los planteamientos convencionales y comerciales.

## Trayectoria profesional
Pepa Caballero nació en Granada y residió en Málaga en la barriada de El Palo desde 1973 hasta su muerte. Se graduó en la Escuela de Artes y Oficios de Granada, donde estudió pintura y modelado. En 1968 obtuvo la licenciatura en la Real Academia de Bellas Artes Santa Isabel de Hungría de Sevilla. Ejerció como profesora de Dibujo en centros de Enseñanza de Andalucía, actividad en la que cesó en 1974 para dedicarse exclusivamente a la pintura.
En 1985, laDiputación de Málaga patrocina un mural suyo para la barriada malagueña de El Palo, un pequeño soho vanguardista que sigue en pie en la actualidad. El mural, ubicado en la Avenida Salvador Allende, fue pintado por Caballero junto a otro vecino Pepe Canela que trasladó el boceto al muro. Pepa nos dijo, "mi primera idea fue la de integrar la pared desnuda en su medio". Coge el tema con verdadero cariño; le da vueltas; mira la pared desde distintos puntos y a diversas horas; ensaya soluciones que va descartando en su búsqueda de algo mejor, de “lo mejor” posible para aquel rincón. Finalmente se decide por evocar tonos de luz de puestas de sol, recoge la revista El Copo Nº56 de mayo de 1986.
Pepa Caballero realizó desde principios de los años setenta hasta su muerte una veintena de exposiciones individuales y participó en medio centenar de exposiciones colectivas, en su mayoría como miembro del Colectivo Palmo. En 1990 su obra fue expuesta en ARCO como pintora de la galería Carmen de Julián y en 2002 y 2004 con la Diputación Provincial de Málaga. También en 2004 participa en Estampa-Madrid, con Ediciones Suel. Otras actividades destacables son su colaboración como ilustradora en libros de poesía, decoración de interiores y su participación en varias películas documentales. En 2024 el Centro Andaluz de Arte Contemporáneo le dedicó una retrospectiva con obras de sus más de treinta años de carrera como pintora. 

### Colectivo Palmo
En 1979 fue cofundandora, junto con el artista Jorge Lindell y otros doce pintores malagueños del Colectivo Palmo, uno de los grupos artísticos más importantes de la historia cultural de Málaga; resultado de la confluencia de artistas cuyo lenguajes vanguardistas se alejaban de los planteamientos convencionales y comerciales. Más que un grupo definido por intereses plásticos comunes, pues sus intereses iban desde el surrealismo a la abstracción geométrica pasando por el informalismo, era en realidad casi una cooperativa de artistas preocupados por gestionar y difundir sus propias obras al amparo del colectivo La participación de Pepa Caballero en el colectivo fue constante hasta su disolución en diciembre de 1987.
En los años 80 varios artistas del Colectivo Palmo, entre ellos Dámaso Ruano, Joaquín Lobato y la propia Pepa Caballero participaron en el proyecto cultural "Por un cambio de imagen" la revitalización estética de la Barriada del Palo de Málaga, un lugar con un "nexo común donde confrontar sus producciones con el objetivo de democratizar el arte y propiciar la transición artística que anhelaban para una ciudad que a finales de los setenta estaba en proceso de regeneración tras la dictadura", señalaba décadas más tarde la historiadora del arte Leticia Crespillo en una crónica cultural sobre la experiencia pictórica. La campaña de revitalización fue organizada por la Asociación de Vecinos y Vecinas del barrio, del que Pepa Caballero formaba parte, para el embellecimiento del barrio deteriorado por la especulación del suelo.

## Estilo
La paleta de colores empleada por Caballero es una de las señas de identidad de su obra. Castaños Alés ha escrito que su trabajo derivó pronto hacia la abstracción geométrica. Otros aspectos importantes en la obra de Pepa Caballero son el formato y la dimensión, la importancia que la artista da a la luz como tema es visible en sus obras, así como su fascinación por los sistemas clásicos de la ratio y la proporcion. La mayoría de sus cuadros son de gran tamaño, pudiendo llegar a medir ciento treinta centímetros de alto por noventa de ancho, aunque los hay más grandes. La unidad básica son lienzos que, una vez diseñados y pintados, se agrupan de diferentes formas. Algunas de sus composiciones son dípticos, pero la mayoría son trípticos que muestran variaciones de composición y color, señala Tecla Lumbreras. Fascinada por la presencia del mar, su obra bebe de la abstracción geométrica, con referencias a los cambios de luz que se producen en la naturaleza siguiendo pautas de pintores como Kandinski. En el Colectivo Palmo fue una de las exponentes de la abstracción junto con Dámaso Ruano, Jorge Lindell y Manuel Barbadillo, unidos por un mismo concepto de contemporaneidad.

## Obra
Su obra forma parte de las colecciones de los siguientes museos e instituciones andaluzas: Colección de arte del Ayuntamiento de Marbella (Málaga); Colección de arte de la Diputación Provincial de Málaga; Colección del Colegio Universitario de Zamora; Museo del Grabado Español Contemporáneo de Marbella (Málaga); Museo de Bellas Artes y Arqueológico (Málaga); Colección de la Sociedad Económica de Amigos del País (Málaga) y en la Colección de Arte Fundación Unicaja (Málaga). Colección MACVAC-Museu d'Art Contemporani Vicente Aguilera Cerni de Vilafamés, Castellón. Colección de Arte de la Universidad de Málaga. Colección del CAAC-Centro Andaluz de Arte Contemporáneo (Sevilla). MUPAM - Museo del Patrimonio Municipal de Málaga (Málaga).

## Premios y reconocimientos
- 2011 - Medalla de oro a las Artes Plásticas de la ciudad de Málaga otorgada por el Ateneo de Málaga.[14]
- 1975 - Primer premio de pintura III Bienal Internacional de Arte de Marbella.[15]
- 1977 - Premio de Pintura Colegio Universitario (Universidad de Salamanca) de la IV Bienal Internacional Ciudad de Zamora